# Émile Bellet
Ne doit pas être confondu avec Auguste Emile Bellet.
Émile Bellet, né le 20 juin 1911 à Boulogne-Billancourt et mort pour la France le 13 avril 1942 à Bir Hakeim, est un militaire français, Compagnon de la Libération. Il fait partie des premiers militaires français à se rallier aux forces françaises libres et participe aux campagnes d'Afrique du Nord au cours desquelles il est tué au combat.

## Biographie
Émile Bellet naît d'un père mécanicien et d'une mère blanchisseuse le 20 juin 1911 à Boulogne-Billancourt, alors dans le département de la Seine. Il s'engage dans l'armée à Nevers et intègre les troupes de marine. Il est en poste à Tripoli au Liban au sein du 24e régiment d'infanterie coloniale au moment où est signé l'armistice du 22 juin 1940. Le 27 juin le commandant de sa compagnie, le capitaine Raphaël Folliot, décide de poursuivre le combat et de rallier les forces françaises libres avec des volontaires de l'unité. Émile Bellet fait partie de ces derniers et se retrouve en Égypte où la compagnie Folliot sert de base à la constitution du 1er bataillon d'infanterie de marine. Aux côtés de la 7e division blindée britannique, il participe alors au début de la guerre du Désert contre les italiens installés en Libye.
Volontaire pour de nombreuses patrouilles de renseignements dans les lignes ennemies, il se distingue notamment en parcourant 25 kilomètres à pied de nuit dans le désert pour chercher des secours alors que ses camarades ont été blessés dans un champ de mines. Le 3 janvier 1941, alors qu'il est posté sur le camp d'aviation de Bardia, il est blessé pendant une attaque et est soigné dans un hôpital britannique jusqu'au 21 février. Il participe ensuite à la campagne de Syrie avant de revenir en Libye. Le 13 avril 1942, alors qu'il effectue une liaison près du poste de Bir Hakeim, son convoi est mitraillé par des avions ennemis. Gravement blessé, il est transporté au poste allié mais succombe à ses blessures. Enterré sur place, son corps est exhumé après la guerre pour être transféré au cimetière de Tobrouk.

## Décorations
|  |  |

| Compagnon de la Libération | Compagnon de la Libération | Croix de Guerre 1939-1945 | Croix de Guerre 1939-1945 |